# NGC 1921
NGC 1921 is een emissienevel in het sterrenbeeld Goudvis. Het hemelobject werd op 24 september 1826 ontdekt door de Britse astronoom James Dunlop.

## Synoniemen
- ESO 56-SC102